# كريستين باري
كريستين باري (بالفرنسية: Christiane Barry)‏ هي ممثلة فرنسية، ولدت في 18 أغسطس 1918 بالدائرة الخامسة عشرة في باريس في فرنسا، وتوفيت في 24 سبتمبر 1992.

## وصلات خارجية
- كريستين باري على موقع IMDb (الإنجليزية)
- كريستين باري على موقع ألو سيني (الفرنسية)
- كريستين باري على موقع قاعدة بيانات الفيلم (الإنجليزية)
- كريستين باري على موقع كينوبويسك (الروسية)